# Ernesto Chaparro
Ernesto Chaparro Esquivel (1 d'abril de 1901 - 10 de juliol de 1957) fou un futbolista xilè.

## Selecció de Xile
Va formar part de l'equip xilè a la Copa del Món de 1930.